# Leichtathletik-Weltmeisterschaften 2009/Teilnehmer (Frankreich)
| Gelbes Symbol für Goldmedaillen mit stilisierten Olympischen Ringen | Graues Symbol für Silbermedaillen mit stilisierten Olympischen Ringen | Braundes Symbol für Bronzemedaillen mit stilisierten Olympischen Ringen |
| ------------------------------------------------------------------- | --------------------------------------------------------------------- | ----------------------------------------------------------------------- |
| —                                                                   | 1                                                                     | 2                                                                       |

Der französische Leichtathletik-Verband stellte 71 Athleten bei den Leichtathletik-Weltmeisterschaften 2009 in Berlin.

## Ergebnisse

### Männer

#### Laufdisziplinen
| Athlet | Disziplin        | Vorlauf        | Vorlauf | Viertelfinale | Viertelfinale | Halbfinale         | Halbfinale         | Finale             | Finale             |
| Athlet | Disziplin        | Zeit           | Platz   | Zeit          | Platz         | Zeit               | Platz              | Zeit               | Platz              |
| --- | ---------------- | -------------- | ------- | ------------- | ------------- | ------------------ | ------------------ | ------------------ | ------------------ |
| Christophe Lemaitre                                                                                                 | 100 m            | 10,23 s        | 5       | DSQ           | DSQ           | –                  | –                  | –                  | –                  |
| Martial Mbandjock                                                                                                   | 100 m            | 10,28 s        | 12      | 10,22 s       | 20            | 10,18 s            | 12                 | nicht qualifiziert | nicht qualifiziert |
| Martial Mbandjock                                                                                                   | 200 m            | 20,65 s        | 4       | 20,55 s PB    | 9             | 20,43 s PB         | 8                  | nicht qualifiziert | nicht qualifiziert |
| Ronald Pognon | 100 m            | 10,35 s        | 23      | 10,27 s       | 26            | nicht qualifiziert | nicht qualifiziert | nicht qualifiziert | nicht qualifiziert |
| David Alerte | 200 m            | 20,72 s        | 11      | 20,51 s SB    | 8             | 20,45 s SB         | 9                  | 20,68 s            | 8                  |
| Leslie Djhone | 400 m            | 45,20 s        | 3       |               |               | 44,80 s SB         | 5                  | 45,90 s            | 8                  |
| Yannick Fonsat | 400 m            | DNS            | DNS     |               |               | –                  | –                  | –                  | –                  |
| Teddy Venel | 400 m            | 46,16 s        | 30      |               |               | 46,30 s            | 21                 | nicht qualifiziert | nicht qualifiziert |
| Jeff Lastennet | 800 m            | 1:46,30 min PB | 4       |               |               | 1:57,43 min        | 20                 | nicht qualifiziert | nicht qualifiziert |
| Mehdi Baala | 1500 m           | 3:42,77 min    | 20      |               |               | 3:37,07 min        | 11                 | 3:36,99 min        | 7                  |
| Mounir Yemmouni | 1500 m           | 3:42,06 min    | 15      |               |               | nicht qualifiziert | nicht qualifiziert | nicht qualifiziert | nicht qualifiziert |
| Yoann Kowal | 1500 m           | 3:46,42 min    | 40      |               |               | nicht qualifiziert | nicht qualifiziert | nicht qualifiziert | nicht qualifiziert |
| Morhad Amdouni | 5000 m           | 13:29,64 min   | 20      |               |               |                    |                    | nicht qualifiziert | nicht qualifiziert |
| Samir Baala | Marathon         |                |         |               |               |                    |                    | 2:25:12 h          | 53                 |
| Driss El Himer | Marathon         |                |         |               |               |                    |                    | 2:21:19 h          | 44                 |
| Loïc Letellier | Marathon         |                |         |               |               |                    |                    | DNF                | DNF                |
| Simon Munyutu | Marathon         |                |         |               |               |                    |                    | 2:17:53 h SB       | 31                 |
| James Kibocha Theuri                                                                                                | Marathon         |                |         |               |               |                    |                    | 2:20:24 h          | 41                 |
| Hervé Davaux | 50 km Gehen      |                |         |               |               |                    |                    | 3:57:10 h PB       | 19                 |
| Yohann Diniz | 50 km Gehen      |                |         |               |               |                    |                    | 3:49:03 h          | 11                 |
| Cédric Houssaye | 50 km Gehen      |                |         |               |               |                    |                    | 4:02:44 h SB       | 26                 |
| Dimitri Bascou | 110 m Hürden     | 13,55 s        | 10      |               |               | 13,49 s PB         | 16                 | nicht qualifiziert | nicht qualifiziert |
| Garfield Darien | 110 m Hürden     | 13,56 s        | 11      |               |               | 13,57 s            | 20                 | nicht qualifiziert | nicht qualifiziert |
| Cédric Lavanne | 110 m Hürden     | 13,72 s        | 30      |               |               | nicht qualifiziert | nicht qualifiziert | nicht qualifiziert | nicht qualifiziert |
| Fadil Bellaabouss                                                                                                   | 400 m Hürden     | 49,73 s        | 20      |               |               | nicht qualifiziert | nicht qualifiziert | nicht qualifiziert | nicht qualifiziert |
| Héni Kechi | 400 m Hürden     | DSQ            | DSQ     |               |               | –                  | –                  | –                  | –                  |
| Mahiedine Mekhissi                                                                                                  | 3000 m Hindernis | DNF            | DNF     |               |               |                    |                    | –                  | –                  |
| Bouabdellah Tahri                                                                                                   | 3000 m Hindernis | 8:18,23 min    | 6       |               |               |                    |                    | 8:01,18 min AR     | Bronze             |
| Vincent Zouaoui-Dandrieux                                                                                           | 3000 m Hindernis | 8:41,85 min    | 28      |               |               |                    |                    | nicht qualifiziert | nicht qualifiziert |
| Ronald Pognon Martial Mbandjock Christophe Lemaitre Pierre-Alexis Pessonneaux nur Vorlauf Eddy De Lépine nur Finale | 4 × 100 m        | 38,59 s SB     | 5       |               |               |                    |                    | 39,21 s            | 8                  |
| Leslie Djhone Teddy Venel Yannick Fonsat Yoann Décimus                                                              | 4 × 400 m        | 3:01,65 min SB | 2       |               |               |                    |                    | 3:02,65 min        | 7                  |

#### Sprung/Wurf
| Athlet            | Disziplin      | Qualifikation | Qualifikation | Finale             | Finale             |
| Athlet            | Disziplin      | Weite/Höhe    | Platz         | Weite/Höhe         | Platz              |
| ----------------- | -------------- | ------------- | ------------- | ------------------ | ------------------ |
| Mickael Hanany    | Hochsprung     | 2,30 m SB     | 8             | 2,23 m             | 5                  |
| Damiel Dossevi    | Stabhochsprung | 5,65 m        | 6             | 5,75 m PB          | 6                  |
| Renaud Lavillenie | Stabhochsprung | 5,65 m        | 1             | 5,80 m             | Bronze             |
| Romain Mesnil     | Stabhochsprung | 5,65 m        | 4             | 5,85 m SB          | Silber             |
| Kafétien Gomis    | Weitsprung     | 7,90 m        | 21            | nicht qualifiziert | nicht qualifiziert |
| Salim Sdiri       | Weitsprung     | 8,04 m        | 10            | 8,07 m             | 6                  |
| Teddy Tamgho      | Dreisprung     | 17,11 m SB    | 6             | 16,79 m            | 11                 |
| Yves Niaré        | Kugelstoßen    | 19,37 m       | 26            | nicht qualifiziert | nicht qualifiziert |
| Bertrand Vili     | Diskuswurf     | 60,68 m       | 18            | nicht qualifiziert | nicht qualifiziert |
| Jérôme Bortoluzzi | Hammerwurf     | 73,09 m       | 19            | nicht qualifiziert | nicht qualifiziert |

#### Zehnkampf
| Athlet         | Disziplin | 100 m      | Weit- sprung | Kugel- stoßen | Hoch- sprung | 400 m   | 110 m Hürden | Diskus- wurf | Stabhoch- sprung | Speer- wurf | 1500 m         | Punkte  | Platz |
| -------------- | --------- | ---------- | ------------ | ------------- | ------------ | ------- | ------------ | ------------ | ---------------- | ----------- | -------------- | ------- | ----- |
| Romain Barras  | Ergebnis  | 11,14 s    | 7,04 m       | 14,78 m       | 1,99 m       | 49,66 s | 14,27 s SB   | 45,62 m PB   | 5,00 m SB        | 61,24 m     | 4:27,04 min    | 8204    | 12    |
| Romain Barras  | Punkte    | 830        | 823          | 776           | 794          | 830     | 940          | 780          | 910              | 757         | 764            | 8204    | 12    |
| Nadir El Fassi | Ergebnis  | 11,12 s SB | 7,26 m SB    | 13,62 m       | 1,99 m       | 51,35 s | 14,90 s SB   | 42,25 m SB   | 4,80 m SB        | 57,65 m SB  | 4:16,51 min SB | 7922 SB | 22    |
| Nadir El Fassi | Punkte    | 834        | 876          | 705           | 794          | 753     | 862          | 710          | 849              | 703         | 836            | 7922 SB | 22    |
| Mateo Sossah   | Ergebnis  | 11,57 s    | 7,04 m       | 11,97 m       | 2,05 m       | 49,60 s | 14,83 s      | 41,25 m      | 4,40 m           | 59,67 m     | 4:20,40 min SB | 7682    | 29    |
| Mateo Sossah   | Punkte    | 738        | 823          | 605           | 850          | 833     | 870          | 690          | 731              | 733         | 809            | 7682    | 29    |

### Frauen

#### Laufdisziplinen
| Athletin                                                            | Disziplin        | Vorlauf        | Vorlauf | Viertelfinale | Viertelfinale | Halbfinale         | Halbfinale         | Finale             | Finale             |
| Athletin                                                            | Disziplin        | Zeit           | Platz   | Zeit          | Platz         | Zeit               | Platz              | Zeit               | Platz              |
| ------------------------------------------------------------------- | ---------------- | -------------- | ------- | ------------- | ------------- | ------------------ | ------------------ | ------------------ | ------------------ |
| Myriam Soumaré                                                      | 100 m            | 11,45 s        | 18      | 11,45 s       | 21            | nicht qualifiziert | nicht qualifiziert | nicht qualifiziert | nicht qualifiziert |
| Johanna Danois                                                      | 200 m            | 23,29 s        | 20      |               |               | 23,03 s PB         | 14                 | nicht qualifiziert | nicht qualifiziert |
| Solen Désert-Mariller                                               | 400 m            | 51,63 s SB     | 12      |               |               | 53,26 s            | 21                 | nicht qualifiziert | nicht qualifiziert |
| Élodie Guégan                                                       | 800 m            | 2:03,87 min    | 21      |               |               | 2:04,38 min        | 23                 | nicht qualifiziert | nicht qualifiziert |
| Hind Dehiba Chahyd                                                  | 1500 m           | 4:11,41 min    | 30      |               |               | 4:11,22 min        | 20                 | nicht qualifiziert | nicht qualifiziert |
| Laurence Klein                                                      | Marathon         |                |         |               |               |                    |                    | 2:42:47 h          | 49                 |
| Patricia Lossouarn                                                  | Marathon         |                |         |               |               |                    |                    | 2:42:40 h          | 48                 |
| Cindy Billaud                                                       | 100 m Hürden     | 13,12 s        | 20      |               |               | 13,20 s            | 20                 | nicht qualifiziert | nicht qualifiziert |
| Sandra Gomis                                                        | 100 m Hürden     | 13,23 s        | 25      |               |               | nicht qualifiziert | nicht qualifiziert | nicht qualifiziert | nicht qualifiziert |
| Aurore Kassambara                                                   | 400 m Hürden     | 57,25 s        | 26      |               |               | nicht qualifiziert | nicht qualifiziert | nicht qualifiziert | nicht qualifiziert |
| Sophie Duarte                                                       | 3000 m Hindernis | 9:34,08 min    | 16      |               |               |                    |                    | 9:33,85 min        | 15                 |
| Élodie Olivarès                                                     | 3000 m Hindernis | 9:43,83 min    | 28      |               |               |                    |                    | nicht qualifiziert | nicht qualifiziert |
| Virginie Michanol Aurélie Kamga Symphora Béhi Solen Désert-Mariller | 4 × 400 m        | 3:29,60 min SB | 8       |               |               |                    |                    | 3:30,16 min        | 6                  |

#### Sprung/Wurf
| Athletin             | Disziplin      | Qualifikation | Qualifikation | Finale             | Finale             |
| Athletin             | Disziplin      | Weite/Höhe    | Platz         | Weite/Höhe         | Platz              |
| -------------------- | -------------- | ------------- | ------------- | ------------------ | ------------------ |
| Melanie Melfort      | Hochsprung     | 1,92 m        | 11            | 1,92 m             | 9                  |
| Télie Mathiot        | Stabhochsprung | 4,10 m        | 28            | nicht qualifiziert | nicht qualifiziert |
| Éloyse Lesueur       | Weitsprung     | 6,40 m        | 18            | nicht qualifiziert | nicht qualifiziert |
| Vanessa Gladone      | Dreisprung     | 13,51 m       | 30            | nicht qualifiziert | nicht qualifiziert |
| Teresa Nzola Meso    | Dreisprung     | 14,32 m       | 6             | 13,79 m            | 11                 |
| Jessica Cérival      | Kugelstoßen    | 17,30 m       | 20            | nicht qualifiziert | nicht qualifiziert |
| Laurence Manfredi    | Kugelstoßen    | 17,25 m       | 21            | nicht qualifiziert | nicht qualifiziert |
| Mélina Robert-Michon | Diskuswurf     | 61,53 m       | 10            | 60,92 m            | 8                  |
| Stéphanie Falzon     | Hammerwurf     | 71,54 m       | 6             | 71,40 m            | 9                  |
| Manuela Montebrun    | Hammerwurf     | 70,66 m       | 9             | 69,92 m            | 12                 |

#### Siebenkampf
| Athletin                   | Disziplin | 100 m Hürden | Hochsprung | Kugelstoßen | 200 m      | Weitsprung | Speerwurf  | 800 m          | Punkte  | Platz |
| -------------------------- | --------- | ------------ | ---------- | ----------- | ---------- | ---------- | ---------- | -------------- | ------- | ----- |
| Marisa De Aniceto          | Ergebnis  | 13,78 s      | 1,77 m     | 12,21 m     | 25,32 s    | 5,97 m     | 48,39 m PB | 2:14,80 min    | 6049    | 12    |
| Marisa De Aniceto          | Punkte    | 1010         | 941        | 675         | 858        | 840        | 829        | 896            | 6049    | 12    |
| Antoinette Nana Djimou Ida | Ergebnis  | 13,44 s PB   | 1,77 m SB  | 14,04 m     | 24,83 s SB | 6,32 m SB  | 47,93 m    | 2:17,72 min SB | 6323 PB | 7     |
| Antoinette Nana Djimou Ida | Punkte    | 1059         | 941        | 797         | 902        | 949        | 820        | 855            | 6323 PB | 7     |